# Розенцин
Розенцин (пол. Rozięcin) — село в Польщі, у гміні Войславичі Холмського повіту Люблінського воєводства. Населення — 165 осіб (2011).

## Історія
За даними етнографічної експедиції 1869—1870 років під керівництвом Павла Чубинського, у селі здебільшого проживали польськомовні римо-католики, меншою мірою — українськомовні греко-католики.
У 1975—1998 роках село належало до Холмського воєводства.

## Демографія
Демографічна структура станом на 31 березня 2011 року:
|          | Загалом | Допрацездатний вік | Працездатний вік | Постпрацездатний вік |
| -------- | ------- | ------------------ | ---------------- | -------------------- |
| Чоловіки | 85      | 15                 | 59               | 11                   |
| Жінки    | 80      | 13                 | 45               | 22                   |
| Разом    | 165     | 28                 | 104              | 33                   |